# Wilhelm Bauer (Rennfahrer)
Wilhelm Bauer (* 1865; † 31. März 1900 in Nizza) war ein Automobilrennfahrer. Seine Staatsbürgerschaft wird je nach Quelle als deutsch oder österreichisch angegeben.

## Werdegang
Wilhelm Bauer war ab ca. 1890 bei der Daimler-Motoren-Gesellschaft (DMG) in Cannstatt tätig und langjähriger Vertrauter Gottlieb Daimlers, für den er unter anderem auch an der Vorführung eines Daimler-Bootes mit Verbrennungsmotor vor Kaiser Wilhelm II. mitwirkte. Als erfahrener Motorenexperte, Werk- und Fahrmeister zählte Bauer zu den Pionieren des Automobilismus in Deutschland und galt als einer der begabtesten Rennfahrern seiner Zeit. Für die DMG errang er unter anderem Siege bei der Automobilfahrt durch Südtirol (Trafoi–Mendelpass) 1898 sowie bei der Tourenfahrt Nizza–Gattières–Magagnosc–Nizza ein Jahr später.

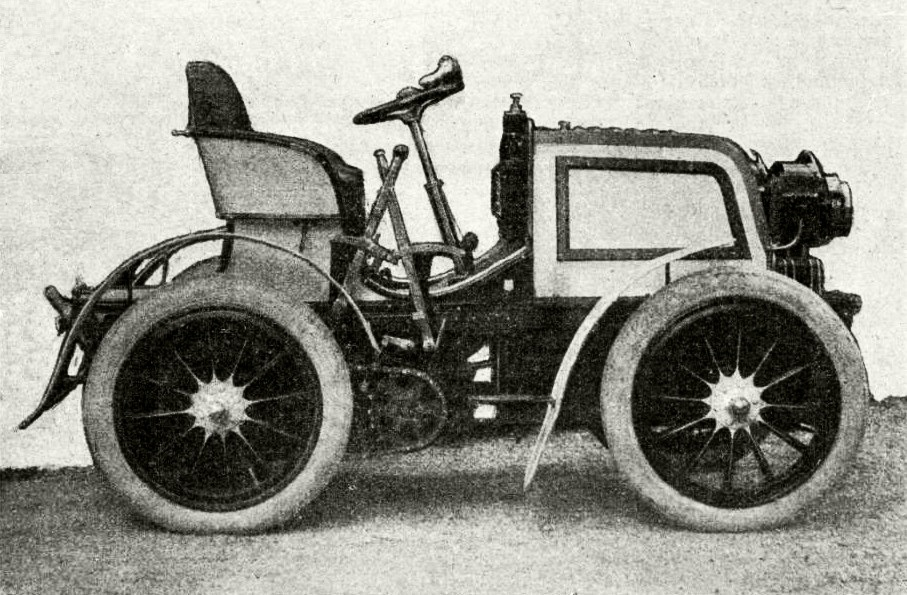
Ein Daimler Phönix 24 HP von Emil Jellinek aus dem Jahr 1900

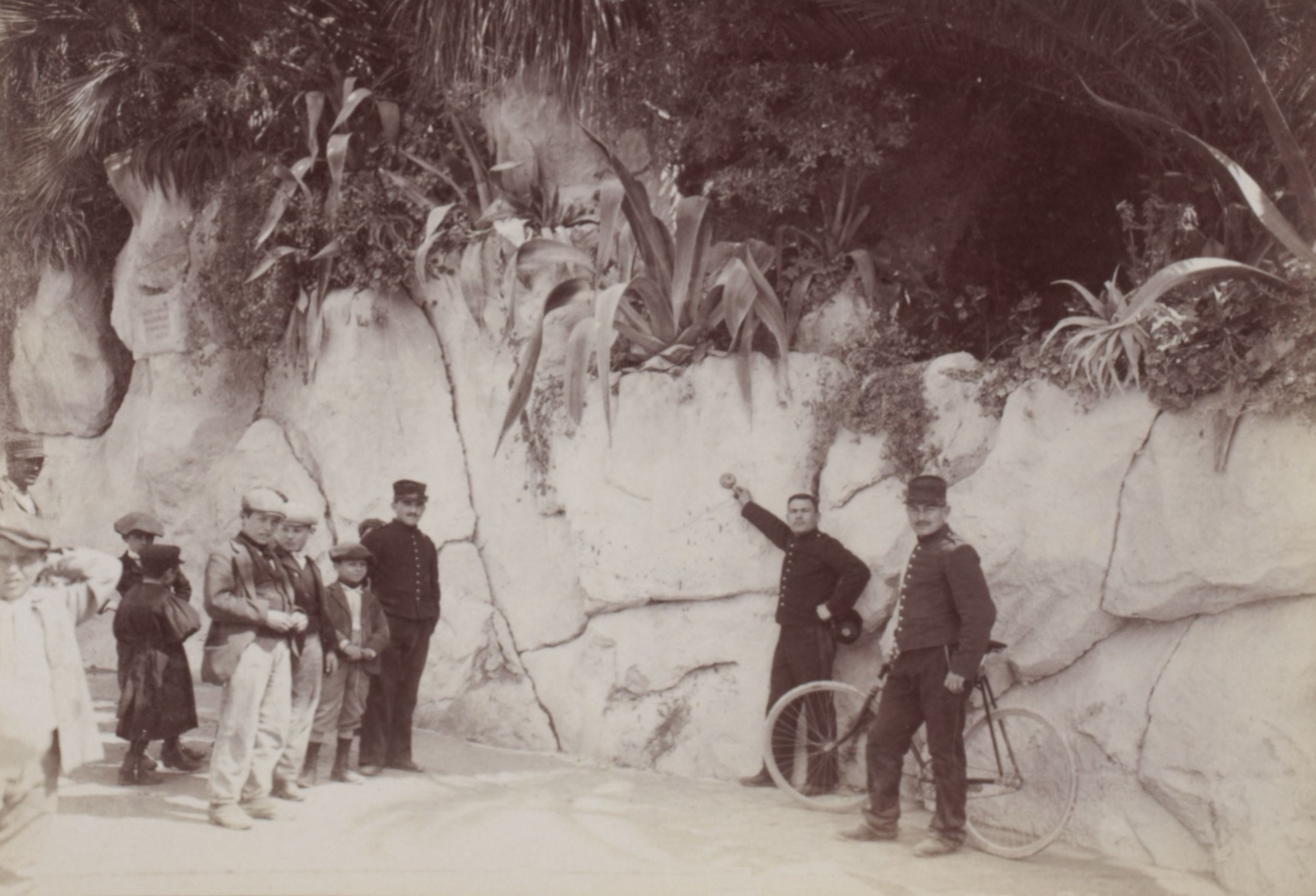
Die Unglücksstelle nach dem Unfall Zborowskis im Jahr 1903

Am 30. März 1900 verunglückte Wilhelm Bauer beim Bergrennen Nizza–La Turbie schwer und erlag am folgenden Tag den dabei erlittenen Verletzungen. Er war mit einem vom einflussreichen Geschäftsmann und Diplomaten Emil Jellinek gemeldeten, Mercédès II genannten Daimler Phönix 24 HP zusammen mit Beifahrer Hermann Braun ins Rennen gegangen. Direkt nach dem Start nahm er die erste Linkskurve – möglicherweise beim Versuch, auf die Strecke laufenden Zuschauern auszuweichen – etwas zu weit. Bauer versuchte abzubremsen, doch der Wagen geriet auf nasser Strecke außer Kontrolle, brach seitlich aus und drehte sich. Der Fahrer wurde dabei aus dem Wagen hinaus und gegen eine Betonwand geschleudert. Das Fahrzeug kam mit der linken Seite des Hinterwagens an der Wand zum Stehen und Braun, der sich lediglich eine leichte Verstauchung eines Handgelenkes zugezogen hatte, eilte Bauer zu Hilfe. Dieser lag mit schwersten Schädelverletzungen auf der Straße, war aber noch am Leben. Bauer wurde ins Hôpital Saint Roch nach Nizza verbracht, wo er am folgenden Tag im Alter von 35 Jahren starb. Er hinterließ seine Ehefrau und eine Tochter.
Hermann Braun, der bereits wenige Tage zuvor beim Rennen Nizza–Marseille einen Unfall nahezu unbeschadet überstanden hatte, überlebte auch einen weiteren schweren Unfall beim Kaiserpreis-Rennen 1907.
Beim Unglückswagen handelte es sich um einen speziell für die Rennwoche von Nizza angefertigten Phönix mit verkürztem Radstand, der mit einem 1,8-Liter-Vierzylindermotor ausgerüstet war. Wilhelm Bauer gilt als erstes Todesopfer bei Bergrennen mit Automobilen überhaupt. Jellinek erkannte, dass der hohe Schwerpunkt des Wagens entscheidend zum Unglück beigetragen hatte, und sann auf Abhilfe. Er bestellte am 2. April 1900 in Dutzenden Exemplaren einen neuen Wagentyp als Nachfolger des Daimler Phönix, der einen längeren Radstand und einen niedrigeren Schwerpunkt haben sollte. Diese Wünsche markierten die ersten Schritte auf dem Weg zum modernen Automobil und führten im Jahre 1900 bei der Daimler-Motoren-Gesellschaft mit ihrem Konstrukteur Wilhelm Maybach zum Bau des Mercedes 35 PS und dessen Nachfolger Mercedes-Simplex (1901). Am 22. Dezember 1900 wurde der erste Wagen an Jellinek ausgeliefert.
Einige Monate nach dem Unfall brachte der Automobile Club de Nice zur Erinnerung an Bauer eine Marmortafel an der Unglücksstelle an. Am 1. April 1903 verunglückte der polnischstämmige Adelige Eliott Zborowski beim Bergrennen Nizza–La Turbie auf einem Mercedes 60 PS an nahezu exakt derselben Stelle ebenfalls tödlich.